# زک کینگ
زکری مایکل کینگ (انگلیسی: Zachary Michael King؛ زادهٔ ۴ فوریهٔ ۱۹۹۰) یک فیلم‌ساز اینترنتی است که در لس آنجلس مستقر است. او بیشتر به‌خاطر «ترفندهای جادویی‌اش» شناخته شده‌است که معمولا ویدیوهای شش ثانیه‌ای هستند و به‌صورت دیجیتال ویرایش شده‌اند. او ویدیوهای خود را «زیبای دیجیتالی» می‌نامد. او در سال ۲۰۰۸ فعالیتش را در یوتیوب آغاز کرد و در سال ۲۰۱۳ اولین ویدیوی خود را در واین ارسال کرد. کینگ در سال ۲۰۱۶ اولین ویدیوی خود را در تیک‌تاک پست کرد و هم‌اکنون بیش از ۹۰ میلیون دنبال‌کننده دارد که او را به ششمین شخص پرطرفدار در این پلتفرم تبدیل کرد.
کینگ در سال ۲۰۱۰ برنده مسابقه تجاری هیولت پاکارد شد و به فرش قرمز در جشنواره فیلم لندن راه یافت. در سال ۲۰۱۳، او برنده مسابقه نکست‌آپ کریتور در یوتیوب شد. در سال ۲۰۱۵، کینگ و همسرش ریچل هولم در بیست و هشتمین فصل نمایش مسابقه‌ای آمریکایی مسابقه حیرت انگیز باهم رقابت کردند. آنها در مرحله نهم مسابقه حذف شدند و رده‌بندی کلی در رده ششم قرار گرفتند.

## زندگی‌نامه
کینگ در پورتلند، اورگن به دنیا آمد و بزرگ شد او از طرف خانوده پدری تا نیمی چینی تبار و از طرف خانواده مادری تا یک چهارم اتریشی و یک چهارم نیکاراگوئه‌ای تبار است. مادر کینگ به او و سه خواهرش، از جمله یک خواهرخوانده، در خانه تدریس و آموزش داد. درحالی که پدرش در دفتر خانه آنها کار می‌کرد. هنگامی که کینگ هفت ساله بود، اولین فیلم خود را با دوربین فیلم‌برداری خانگی ساخت. هنگامی که او چهارده ساله بود، تجهیزات ویدئویی از جمله یک کامپیوتر مک، دوربین و همچنین یک سه پایه خرید و شروع به ساخت و ویرایش فیلم کرد. او از دانشگاه بایولا در حرفه هنرهای سینما و رسانه در سال ۲۰۱۲ فارغ‌التحصیل شد.

## فعالیت
کینگ اولین وب‌سایتش (FinalCutKing.com) را در سال ۲۰۰۸ راه‌اندازی کرد تا آموزش و نکاتی را در مورد استفاده از نرم‌افزار ویرایش فیلم فاینال کات پرو را ارائه دهد زیرا نتوانست آموزش‌هایی را برای این نرم‌افزار در اینترنت پیدا کند. در همان زمان، او شروع به استفاده از کانال یوتیوب خود برای ارائه آموزش‌هایی مربوط به جلوه‌های بصری با استفاده این نرم‌افزار کرد. پس از به‌دست آوردن مخاطب برای وب‌سایت خود، او شروع به فروش سمینارهای آموزشی کرد و از پول آن برای پرداخت هزینه‌های دانشگاه خود استفاده کرد. او در یک قسمت از نمایش وایرال ویدئو که در سال ۲۰۱۲ در شبکه سای فای پخش شد شرکت کرد. در دسامبر ۲۰۱۹، کینگ با انتشار ویدیویی که در آن ظاهرا روی یک جارو پرواز می‌کرد، کاربران اینترنت را گیج کرد‌. این ویدئو بیش از ۲,۱ میلیارد بازدید در عرض ۴ روز در تیک‌تاک به‌دست آورد.

### یوتیوب

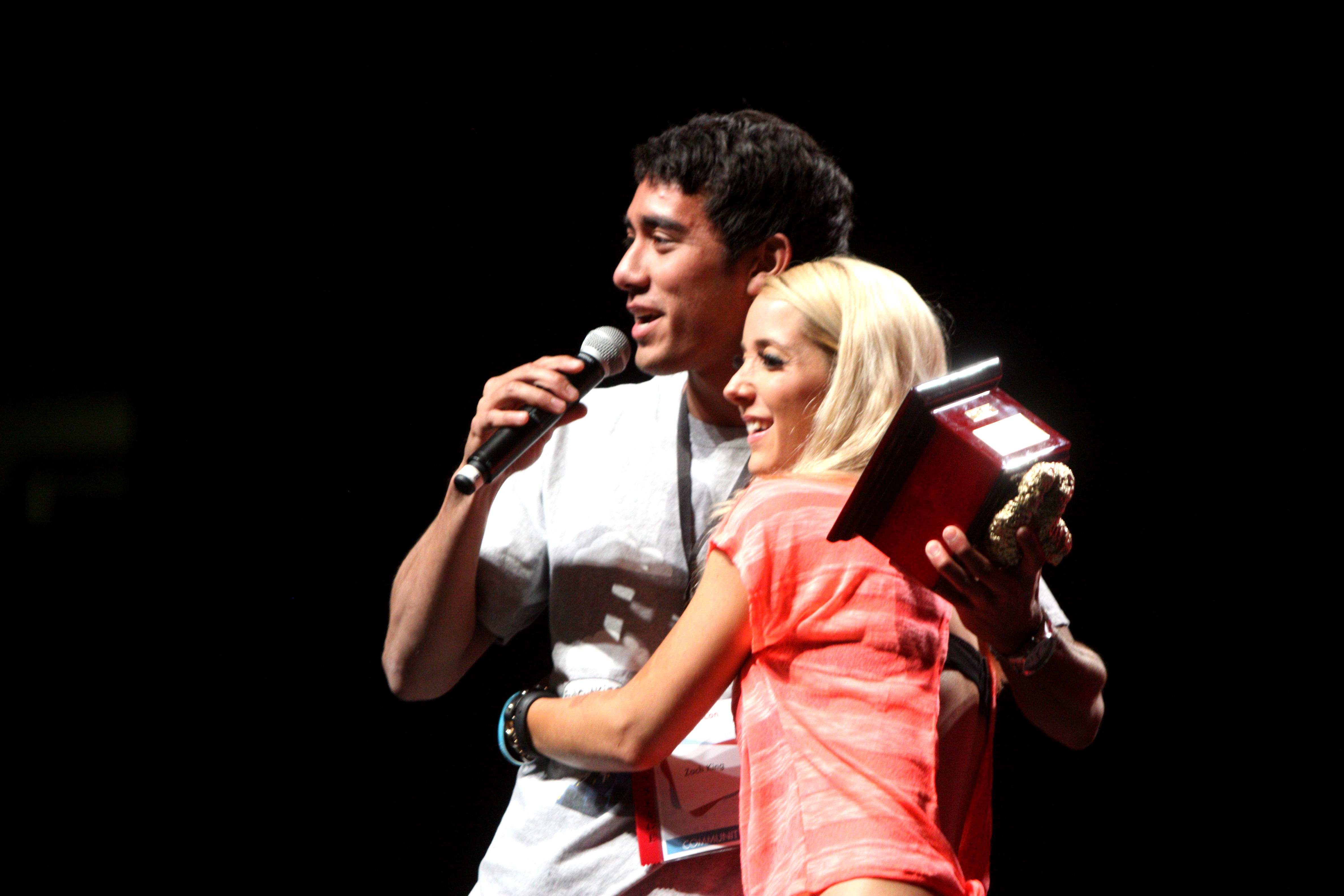
کینگ درحال دریافت جایزه مدفوع طلایی

در سال ۲۰۱۱، او ویدیویی را با عنوان Jedi Kittens در یوتیوب منتشر کرد که به‌همراه یکی از دوستان دانشگاهی خود تولید کرده‌بود. این ویدئو دو گربه را نشان می‌دهد که با شمشیر نوری درحال مبارزه بودند. این ویدئو در سه روز بیش از یک میلیون بازدید به‌دست آورد و بعد از مدت‌ها به بیش از ۱۸ میلیون بازدید رسید. دنباله‌ای از این ویدئو با عنوان Jedi Kittens Strike Back بیش از ۲۷ میلیون بازدید به‌دست آورد. قسمت سوم این ویدئو Jedi Kittens – The Force Awakens در سال ۲۰۱۳ منتشر شد که بیش از ۲۸ میلیون بازدید به‌دست آورد. کانال رسمی کینگ در یوتیوب زک کینگ نام دارد.
یوتیوب در مه ۲۰۱۳، نام او را بین یکی از ۲۵ فیلم‌ساز جوان آینده‌دار در آمریکا قرار داد. به‌عنوان بخشی از مسابقه نکست‌آپ کریتور، یوتیوب ۳۵۰۰۰ دلار جایزه به کینگ و همچنین یک سفر به نیویورک برای چهار روز برای مسابقه یوتیوب کریتور کمپ اهدا کرد. افراد ارسالی او نام این مسابقه را Entry Gone Wrong نامیدند. در این ویدئو، به‌نظر می‌رسد که او از حمله هوایی و آتش زمینی طفره می‌رود درحالی که در تلاش برای به‌دست آوردن جایزه یوتیوب بود. از ژوئیه ۲۰۲۱، او ۱۱,۲ میلیون مشترک و ۱,۱۹ میلیارد بازدید از ۳۵۰ ویدئو داشته‌است.

## دین و زندگی شخصی
هنگامی که کینگ هفت ساله بود، خانواده‌اش به مسیحیت گرویدند، که به گفته او یکی از «بزرگ‌ترین چیزهایی» است که در زندگی‌اش اتفاق افتاده‌است. او خود را یک مسیحی مؤمن می‌داند، مانند تلاش برای خواندن بخش‌هایی از کتاب مقدس هنگامی که هر روز صبح از خواب بیدار می‌شود. او همچنین ایمانش را آزادانه بیان می‌کند. حتی مذهب خود را در ویدیوهای خود گنجانده است. کینگ در دانشگاه بایولا، (یک دانشگاه پروتستان) حضور یافت و گروه‌های جوانان را در اردوگاه‌های مختلف مسیحی رهبری کرده‌بود.
کینگ از دوست دخترش ریچل هولم خواستگاری کرد، درحالی که وانمود می‌کرد یک تبلیغ ویدیویی برای یکی از برندهایش ایجاد می‌کند. آنها در سال ۲۰۱۴ ازدواج کردند. در سال ۲۰۱۶، آنها باهم در مسابقه شگفت انگیز ۲۸ رقابت کردند و در جایگاه ششم قرار گرفتند. از سال ۲۰۱۷، آنها در روسمور زندگی می‌کردند، (یک جامعه ثبت‌نشده در شهرستان اورنج، کالیفرنیا) هم کینگ و هم همسرش خواهر و برادرهایی را به فرزندی پذیرفته‌اند که بعدا الهام بخش او شد تا به‌عنوان مدیر پرونده برای فرزندخواندگی و سرپرستی کار کند. این زوج چند فرزند را پرورش داده‌اند و همچنین دارای یک پسرخوانده و یک پسر بیولوژیکی هستند.

## جوایز و افتخارات
- ۲۰۰۹ – مقام اول جشنواره فیلم برای تبلیغات HP[۴۳]
- ۲۰۰۹ – جایزه منتخب منتقدان در مسابقه تلویزیونی رانندگان جوان بریجستون[۴۴]
- ۲۰۱۰ – مقام اول جشنواره فیلم لندن: تبلیغ هارت‌برند[۴۵]
- ۲۰۱۰ – برنده پژوهشگر ایمنی بریجستون[۴۶]
- ۲۰۱۲ – برنده جایزه مدفوع طلایی ویدکون[۴۷]
- ۲۰۱۳ – برنده مسابقه یوتیوب نکست‌آپ کریتور
- ۲۰۱۶ – جایزه مقدماتی برای بهترین هنرمند واین

## فیلم‌شناسی
| سال  | عنوان                              | کارگردان | نقش      | توضیحات                    |
| ---- | ---------------------------------- | -------- | -------- | -------------------------- |
| ۲۰۱۶ | زوتوپیا                            | نه       | گرگ پوزه | صداپیشه                    |
| ۲۰۱۸ | مجیک دوئل: جک بلک در مقابل زک کینگ | آری      | زک کینگ  | فیلم کوتاه                 |
| ۲۰۱۸ | یک شعبده‌باز تنها در خانه           | آری      | زک کینگ  | فیلم کوتاه، کارگردان مشترک |
| ۲۰۱۹ | آکادمی وایکینگ‌ها                   | آری      | زک کینگ  | فیلم کوتاه، کارگردان مشترک |
| ۲۰۱۹ | شب جادویی زک کینگ قبل از کریسمس    | آری      | زک کینگ  | فیلم کوتاه، کارگردان مشترک |
| ۲۰۱۹ | سرگردان در جزیره گنج               | نه       | زک کینگ  | فیلم کوتاه                 |
| ۲۰۲۰ | روز تعطیلات زک کینگ                | آری      | زک کینگ  | فیلم کوتاه، کارگردان مشترک |
| ۲۰۲۱ | سفر در زمان کلانتر                 | نه       | زک کینگ  | فیلم کوتاه                 |
| ۲۰۲۲ | اول به دروازه                      | آری      | زک کینگ  | فیلم کوتاه، کارگردان مشترک |
| ۲۰۲۲ | سرگردان پارت ۲                     | نه       | زک کینگ  | فیلم کوتاه                 |

| Year | Title                    | Role | Notes                          |
| ---- | ------------------------ | ---- | ------------------------------ |
| ۲۰۲۱ | Nickelodeon's Unfiltered | خودش | Episode: "This DJ is Bananas!" |
| ۲۰۲۱ | Dave                     | خودش | Episode: "Somebody Date me"    |